# Angerville-la-Campagne
Angerville-la-Campagne – miejscowość i gmina we Francji, w regionie Normandia, w departamencie Eure.
Według danych na rok 1990 gminę zamieszkiwały 1333 osoby, a gęstość zaludnienia wynosiła 368 osób/km² (wśród 1421 gmin Górnej Normandii Angerville-la-Campagne plasuje się na 164. miejscu pod względem liczby ludności, natomiast pod względem powierzchni na miejscu 799.).